# Régiment de hussards de Bercheny
 (octobre 2022).
 (janvier 2021).
Le régiment des hussards émigrés de Bercheny est un corps de hussards de l'Armée des émigrés. Ces hussards de Bercheny monarchistes doivent livrer combat pour émigrer en avril 1792 et quittent le 1er régiment de hussards dont ils sont issus. Le régiment des hussards émigrés participe aux mêmes affaires que le régiment de Saxe et comme lui servit l'Autriche comme régiment étranger.

## Création et différentes dénominations
- 1720 : Les hussards de Bercheny, levés en Alsace-Lorraine par le comte de Bercheny, noble hongrois proscrit par les Habsbourg, se mettent au service de la France.
- 1791 : Il devient le 1er Régiment de Hussards
- 30 avril 1792 : Alors que la majorité du régiment, devenu le 1er Régiment de Hussards, s'est ralliée à la république, le nouveau colonel, Philippe Geörger, entraine une partie des officiers et des sous-officiers et plus d'un tiers des hussards à quitter le camp de Tiercelet pour rejoindre l'armée des Princes.
- Ce détachement reprend l'ancien nom du régiment, hussards de Bercheny. Admis à la solde de l'armée autrichienne en qualité de corps franc, le 1er février 1793, sous le nom de Berczényi ou Bercheny Husaren.
- 25 avril 1798 : Le corps des Hussards de Bercheny est intégré au 13e régiment de dragons légers autrichien.
- De nos jours, le 34e bataillon d'opérations spéciales (Szolnok) de l'armée hongroise porte encore le nom de Bercheny.

## Uniforme
- flamme du bonnet : rouge
- collet : bleu
- dolman : bleu
- pelisse : bleu
- parement : rouge
- tresse : blanc
- culotte : bleu

## Officiers
- Colonel : Henri Roland Lancelot Turpin de Crissé, (1754-av 1800) en 1790 pendant la Révolution.

## Hussards célèbres de ce régiment
- Georges Michel en 1783[1]

## Source
www.1rhp.info
- Les Hussards français, Tome 1, De l'Ancien régime à l'Empire édition Histoire et collection